# Luca Maria Invrea
Luca Maria Invrea (Génova, 1624 – Génova, 1693) foi o 126.º Doge da República de Génova e rei da Córsega.

## Biografia
O seu mandato, o octogésimo primeiro na sucessão bienal e o n.º cento e vinte e seis na história republicana, foi julgado nos anais como magnânimo, respeitoso com o povo e as leis e, como seus predecessores, ele procurou remediar a tensão sempre crescente com Luís XIV da França, que explodiu em 1684 no bombardeamento naval de Génova. Como Doge, ele também foi investido no cargo bienal de rei da Córsega. No final do mandato a 13 de agosto de 1683, Luca Maria Invrea foi eleito procurador perpétuo e continuou a trabalhar nos círculos públicos. No período pós-mandato, ele também ocupou o cobiçado cargo de prior da capela de San Giovanni da catedral genovesa. Ele faleceu em Génova em 1693.